# Línea 101 (Paysandú)
La línea 101 es una línea urbana de Paysandú, une el Barrio Obrero con la Aduana. Es operado por la Cooperativa de Transporte de Paysandú.

## Recorridos
Circula en ambos sentidos por la zona portuaria y céntrica de la ciudad, teniendo como destino el barrio obrero de la capital sanducera. A su vez, en los días hábiles brinda  cuatro únicos servicios que son extendidos hacia la Estación Experimental de la Facultad de Agronomía.
| Ida - Avenida Italia - Francisco Rodríguez Nolla - Washington - Ayacucho - Proyectada 89 - Roger Ballet - Enrique Chaplin - Ciudad de Young - Solano García - República Argentina - Felipe Argento - Joaquín Suárez - Verocay - Felippone - Guayabos - Cerrito - José Pedro Varela - Vizconde De Mauá - Zorrilla De San Martín - 19 de Abril - Treinta Y Tres Orientales - Setembrino Pereda - Independencia - Luis Batlle Berres - Baltasar Brum - Silván Fernández - Entre Ríos - Zelmar Michelini - Av. Brasil - Gutiérrez Ruiz - Pinilla - Ledesma - Aduana de Paysandú |